# Welzbach (Rhein)
Der Welzbach ist ein 12,7 km langer Bach und ein linker Zufluss des Rheins im nördlichen Rheinhessen (Rheinland-Pfalz).

## Geographie

### Verlauf
Der Welzbach entspringt auf 232 m Höhe nördlich des Friedhofs im Westen von Ober-Hilbersheim, das er anschließend wie auch die drei anderen Welzbachtalgemeinden Nieder-Hilbersheim, Appenheim und Gau-Algesheim durchfließt. Der Bach mündet auf 80 m Höhe zwischen Sporkenheim und Bingen-Gaulsheim in den Rhein.
Der knapp 13 km lange Lauf Welzbachs endet ungefähr 152 Höhenmeter unterhalb seiner Quelle, er hat somit ein mittleres Sohlgefälle von etwa 12 ‰.

### Zuflüsse
Die folgenden Zuflüsse des Welzbachs sind mit Gewässerkennzahlen (Trenner nach der GKZ des Vorfluters) erfasst:
| Name       | Seite  | Länge [km] | EZG [km²] | Mündung auf km ab Quelle | Mündungsort                            | GKZ     |
| ---------- | ------ | ---------- | --------- | ------------------------ | -------------------------------------- | ------- |
| Espring    | links  | 1,2        | 3,7       | 0,92                     | zwischen Ober- und Nieder-Hilbersheim  | 2536-2  |
| Wethbach   | links  | 2,6        | 3,7       | 4,64                     | am südöstlichen Ortsrand von Appenheim | 2536-4  |
| Dünbach    | links  | 3,3        | 3,4       | 5,89                     | zwischen Appenheim und Gau-Algesheim   | 2536-6  |
| Eckelsbach | links  | 2,5        | 2,5       | 6,53                     | südlich von Gau-Algesheim              | 2536-8  |
| Mühlgraben | rechts | 1,4        | 0,7       | 7,12                     | südlich von Gau-Algesheim              | 2536-92 |
| Hungerbach | links  | 0,4        | 0,7       | 9,62                     | nordwestlich von Gau-Algesheim         | 2536-94 |

## Geschichte

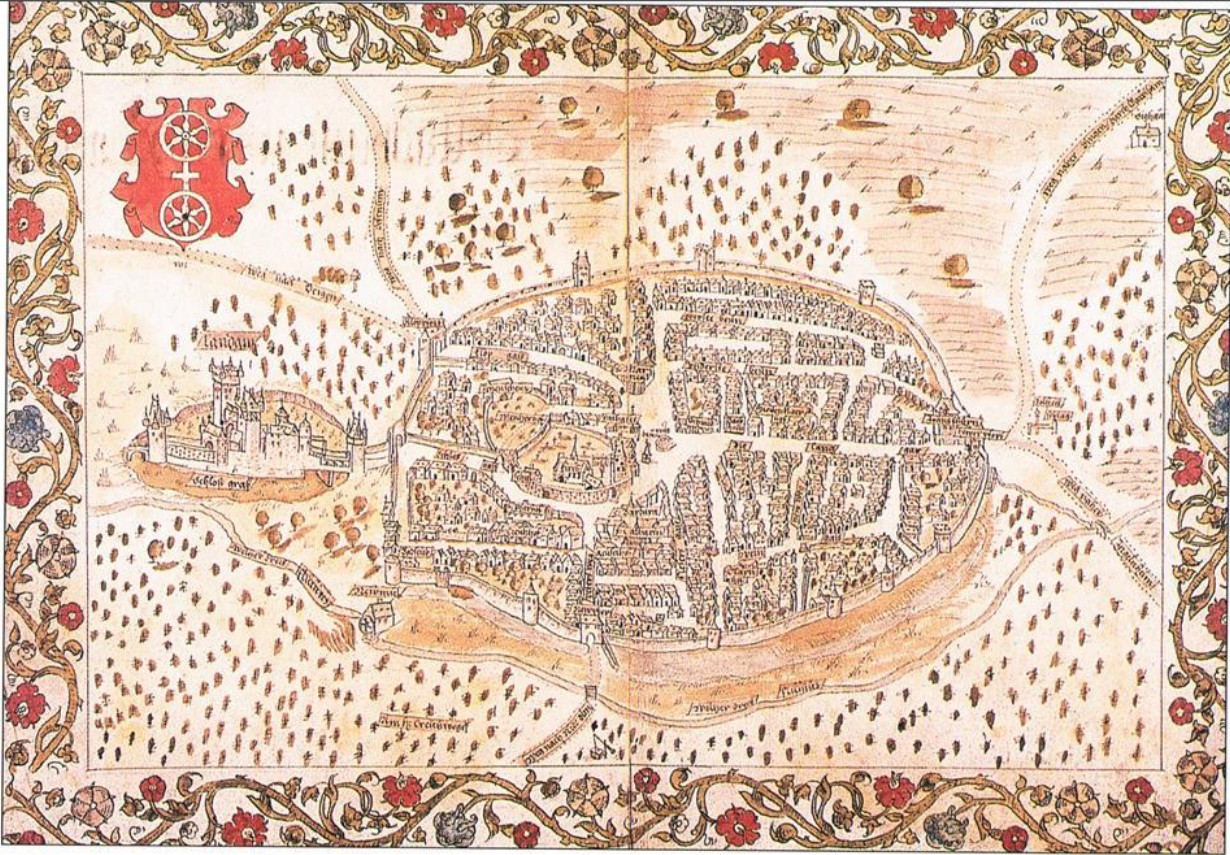
Gottfried Mascop: Plan von Gau-Algesheim mit (unten) dem Welzbach

Im Stadtplan von Gau-Algesheim, den Gottfried Mascop 1577 in seinem Atlas der linksrheinischen Ämter Olm, Algesheim und Bingen am Rhein zeichnete, wird der Welzbach als weltzer dreck fluvius bezeichnet.
Bis zum Anfang des 19. Jahrhunderts speiste das Wasser des Welzbachs mehrere Mühlen, so in Appenheim die Hundertgulden-, die Hattemer- und die Eppardsmühle.
Heute begleitet den Bachlauf ein ausgebauter, weitgehend asphaltierter Radweg.